# Vezza d'Oglio
Vezza d'Oglio (Èza in dialetto camuno) è un comune italiano di 1 475 abitanti della Val Camonica, provincia di Brescia in Lombardia.
Originariamente era detto semplicemente Vezza. Nel 1863, dopo l'Unità d'Italia, fu aggiunta al nome la specificazione d'Oglio, per distinguerlo da Vezza d'Alba.

## Geografia fisica

### Territorio
Vezza d'Oglio è posto sulla riva destra del fiume Oglio, lungo la strada statale 42 del Tonale e della Mendola, la quale nel tratto che attraversa il paese prende il nome di Via Nazionale.

### Idrografia
Il paese è attraversato dal torrente Val Grande, che si getta nel fiume Oglio. Il comune è attraversato anche da altri corsi d'acqua, oltre all'Oglio e al Val Grande: il Val Paghera e il Val Bighera.

### Morfologia
Il territorio vezzese è costituito principalmente da tre valli laterali della Val Camonica. La Val Grande; la Val Paghera e la Val Bighera. Oltre a queste fanno parte del territorio comunale anche alcune aree più in quota come il Passo di Pietra Rossa, una piccola parte dell'Aviolo e Cima Rovaia

## Origini del nome
La leggenda racconta che un'alluvione distrusse l'antico abitato di Rosolina, sui detriti del quale sarebbe nata l'attuale Vezza. Èsa significa "botte", e fu proprio quest'oggetto che venne ritrovato nel luogo del disastro naturale; una botte piena d'olio che diede origine al nome. La traduzione dialettale del nome (Éza) significa proprio botte.

## Storia
(Gregorio Brunelli, Curiosi trattenimenti contenenti ragguagli sacri e profani dei popoli camuni, 1698)

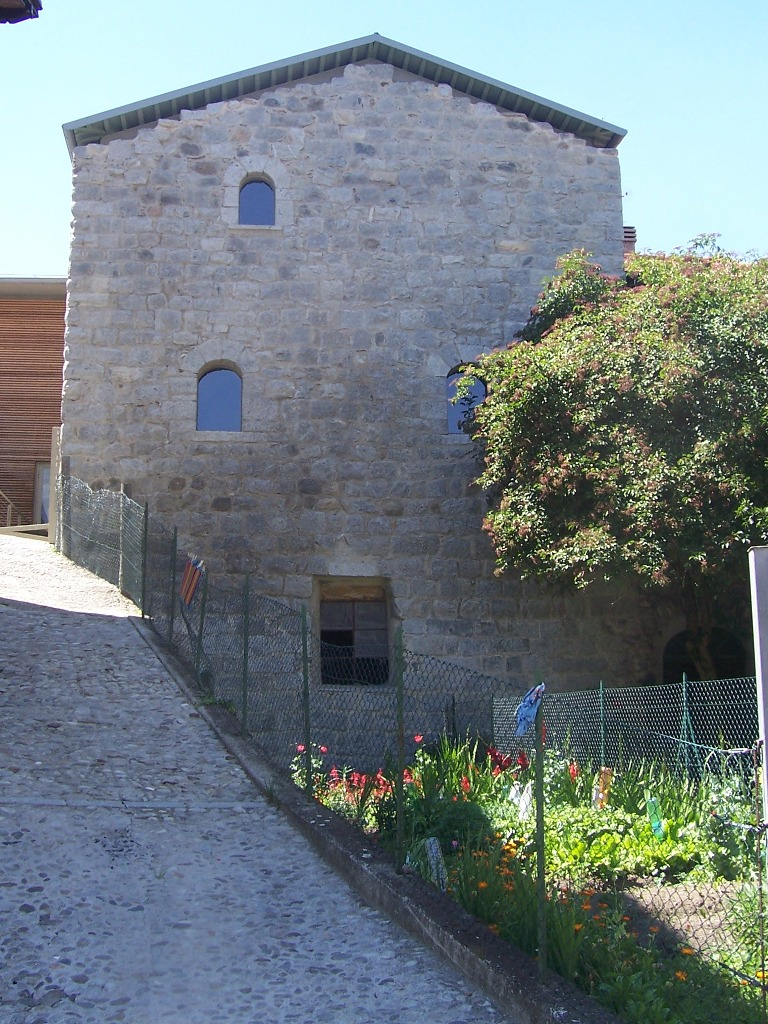
Antica casa torre della famiglia Federici

Nel territorio comunale si trovano tracce di insediamenti preistorici, in particolare nelle incisioni rupestri del Sass de la stria, letteralmente "il sasso della strega". È chiamato così perché reca incisioni di strumenti che agli abitanti ricordavano il lavoro delle streghe, che si narrava tenessero i loro riti al passo del Tonale, distante dal paese pochi chilometri.
Nel 18 a.C. i Romani conquistarono la Val Camonica. Essi iniziarono a cavare il marmo bianco della cava del "Borom", a monte dell'abitato e usarono questa pietra per alcune opere nella città di Civitas Camunorum (oggi Cividate Camuno).
Dopo il passaggio dei Franchi di Carlo Magno, nel 774, molte proprietà della Valle furono donate al monastero di Tours. Fu probabilmente con l'avvento di questi monaci che in paese (come in altri della valle) nacque il culto di san Martino di Tours.
Nel 1047 Vezza ottiene la facoltà di avere un proprio fonte battesimale, senza dover rifarsi a quella della pieve di Edolo.
Mercoledì 16 marzo 1299 i consoli della vicinia di Vezza, si recano a Edolo dove è presente Cazoino da Capriolo, camerario del vescovo di Brescia Berardo Maggi, dove pagano le decime.
Nel 1315 i vicini di Vezza usurpano alcuni beni di proprietà dell'ospedale di Edolo. La causa si protrae fino al 1330, quando Pasolino da Berzo, nuovo arciprete di Edolo, ritorna in possesso dei beni.
Il 13 ottobre 1336 il vescovo di Brescia Jacopo de Atti investe iure feudi Martino del fu Bonacorso De Figna dei diritti di decima nei territori di Vezza.
Il 15 maggio 1365 il vescovo di Brescia Enrico da Sessa investe iure feudi dei diritti di decima nei territori di Breno, Vione, Vezza, Sonico, Malonno, Berzo Demo, Astrio, Ossimo e Losine Giovanni e Gerardo del fu Pasino Federici di Mù.
Alla pace di Breno del 31 dicembre 1397 i rappresentanti della comunità di Vezza, Bartolamio Furlocio e il notaio Giacomino da Vezza, si schierarono sulla sponda ghibellina.
Nel 1496 l'imperatore Massimiliano I viene albergato in Vezza da Bertoldo Federici, che per le eccessive spese che dovette contrarre dovette aumentare le decime che aveva su molte comunità della valle.
Fino al XVI secolo in paese era attiva una fabbrica di archibugi.
Vezza subì in passato numerosi incendi: nel 1627, nel quale perirono più di sessanta persone; il 23 settembre 1681, con trenta deceduti; infine il 27 gennaio del 1807.
Nel 1809 viene redatta la mappa catastale del paese, che attesta la presenza di numerosi mulini, fucine e segherie.
Nel 1853 viene redatto il nuovo catasto austriaco di tutto il Regno Lombardo-Veneto, di cui Vezza faceva parte.

Dal 1859, con l'entrata nel Regno d'Italia, Vezza cambia nome in Vezza d'Oglio.

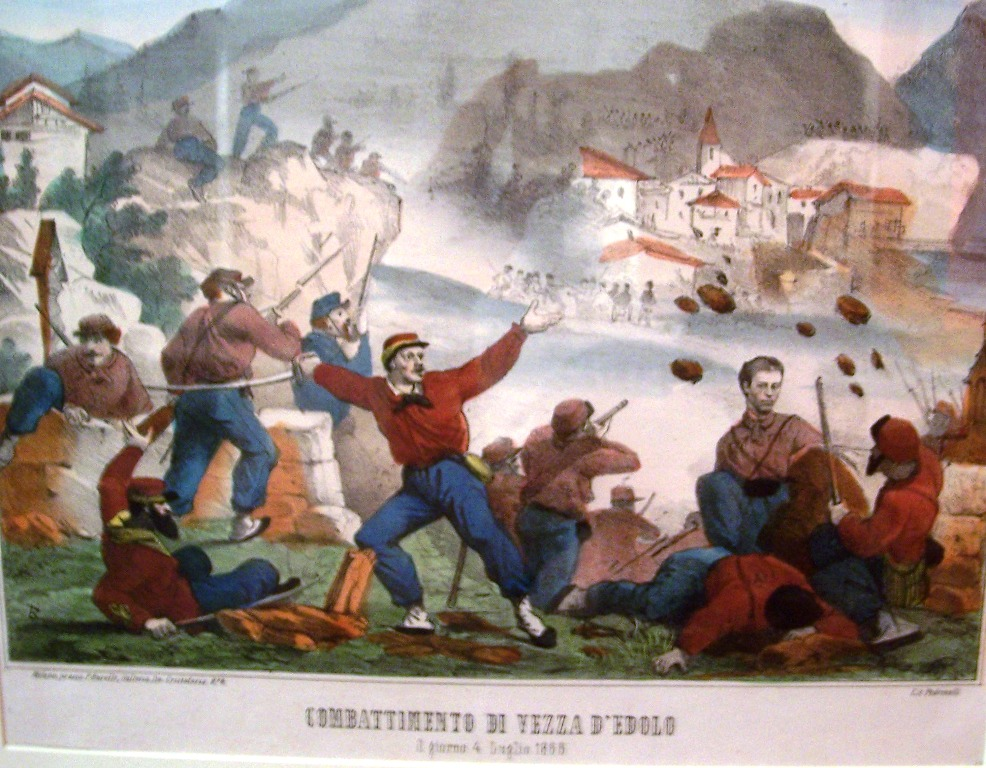
Battaglia di Vezza d'Oglio

Il 4 luglio 1866 viene combattuta nei pressi del paese la battaglia di Vezza d'Oglio tra l'esercito italiano e quello austriaco.
Tra la fine del XIX secolo e l'inizio del XX anche molti cittadini vezzesi furono costretti a emigrare in Australia, Stati Uniti e soprattutto in Argentina.
Durante la seconda guerra mondiale Vezza accolse numerosi sfollati, soprattutto di Milano e vide svolgersi alcuni scontri tra partigiani e fascisti. Fu inoltre teatro del mitragliamento di una mucca e di un contadino da parte di un aeroplano Alleato. Il paese fu poi attraversato dalla ritirata della Wehrmacht, durante la quale i Tedeschi posizionarono quattro cannoni agli angoli del paese per distruggerlo, come rappresaglia per il fatto che dei presunti partigiani avevano ucciso dei medici tedeschi e si erano impossessati di un'ambulanza (che si dice fosse carica di denaro) mentre questa attraversava il territorio vezzese. Fu grazie all'intervento del custode della Villa Ferrari, che parlava tedesco, che il paese riuscì a salvarsi.

### Feudatari locali
Famiglie che hanno ricevuto l'infeudazione vescovile dell'abitato:
| Famiglia | Stemma | Periodo  |
| De Figna |        | 1336 - ? |
| Federici |        | 1365 - ? |

### Simboli
Lo stemma, privo di formale concessione, è stato liberamente adottato dal Comune nella seconda metà del secolo scorso.
voltata a destra e sfuggente dagli artigli incombenti di
un'aquila volante e rivoltata; il capriolo accostato da due abeti nodriti nel terreno, il tutto al naturale; alla campagna d'argento, carica di una botte di legno, coricata al naturale, con la spina infìssa a sinistra. Ornamenti esteriori da Comune.»
La composizione dello stemma, incorniciata in un panorama alpino, è ispirata allo storico emblema della Valcamonica in cui un'aquila assale un cervo. La botte in punta allo scudo, èsa in lingua locale, sarebbe un riferimento al nome di Vezza: una leggenda narra che il paese dall'antico nome di Rossolina, dopo 
una devastante alluvione, sia stato rifondato nei pressi del luogo dove, sul greto dell'Oglio, fu ritrovata una botte, 
fortunosamente intatta, da cui il borgo avrebbe preso il nuovo nome.
Il gonfalone è un drappo di porpora.

### Ricorrenze
- inizio febbraio: "Caspolada al chiaro di luna", passeggiata agonistica e amatoriale in notturna con le caspole, racchette da neve. (ulteriori informazioni);
- 11 novembre: festa patronale di San Martino di Tours;
- Seconda domenica di agosto: Festa del Gruppo Alpini di Vezza d'Oglio in località San Clemente;
- 4 luglio: anniversario della Battaglia di Vezza d'Oglio.

## Monumenti e luoghi d'interesse

### Architetture religiose
Le chiese di Vezza d'Oglio sono:

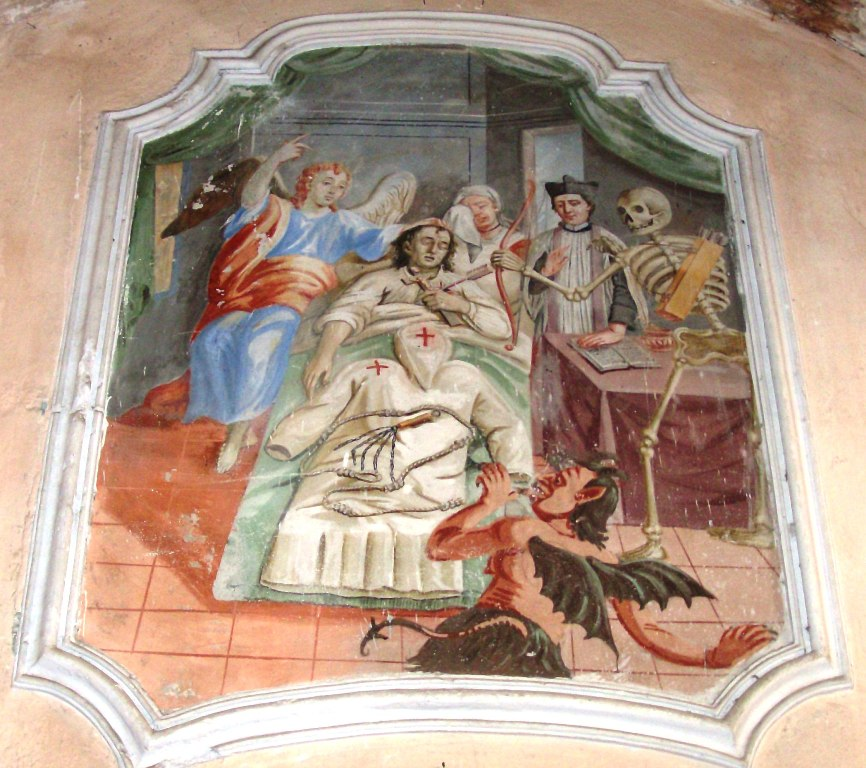
Chiesetta dell'oratorio, la "morte del giusto"

- Parrocchiale di San Martino, la fondazione si fa risalire ai monaci di Tours, è citata già a partire dal XII secolo. Ampliata nel XVIII secolo. L'ingresso è in marmo di Vezza. La soasa è di Domenico Ramus. Sul campanile, unica costruzione scampata all'incendio del 1700, contiene un poderoso concerto di 5 campane in Si2 opera del fonditore Pruneri di Grosio, fuse nell'anno 1876. La campana maggiore, a causa di una stonatura, venne rifusa sempre da Pruneri nel 1896. Sul campanile è presente anche una sesta campana, dotata anche di corda, che suona all'orario di inizio delle celebrazioni.
- Chiesetta dell'oratorio, sulla facciata la rappresentazione della "morte del giusto", nella fattispecie un disciplino, con tutti i personaggi del dramma: sposa piangente, prete, l'angelo che porta l'anima in cielo e il diavolo scornato.
- Chiesetta di San Giovanni Battista, di struttura secentesca con portale in marmo.
- Chiesa di San Clemente, a venti minuti dal paese, è tra le più antiche della Valle Camonica, del secolo XII. Notevole il campanile a bifore.
- Chiesa di San Rocco, nella frazione di Grano, a monte del paese.
- Chiesa di San Giorgio, nella frazione di Davena, a sud del paese lungo la SS 42.
- Chiesa di San Giuseppe Artigiano, nella frazione di Tù, a monte del paese.
- Chiesa di Sant'Antonio di Padova, nella frazione di Cormignano, a monte del paese.
- Chiesa di Sant'Anna, piccola e di recente costruzione, in fondo alla Val Paghera, sulla riva sinistra del fiume Oglio.

### Musei e monumenti

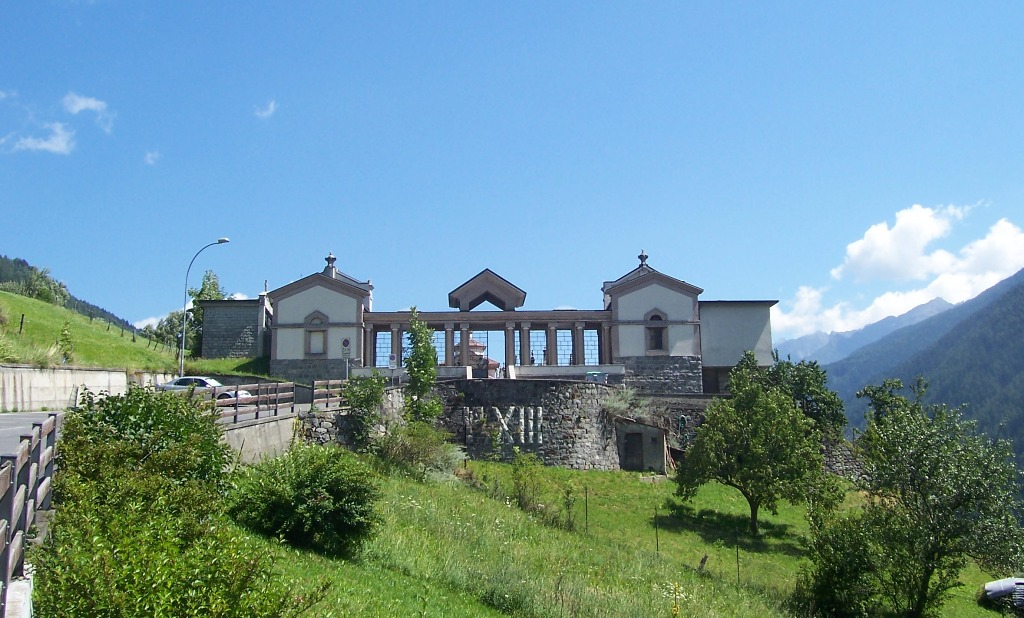
Il cimitero di Vezza d'Oglio
riporta sul basamento la data di costruzione XIII (dell'era fascista)

- Museo civico Garibaldino IV luglio 1866, presso la Torre Federici, il museo dedicato alla Battaglia di Vezza d'Oglio del 4 luglio 1866.
- Monumento ai caduti della Battaglia di Vezza d'Oglio, presso la piazza 4 luglio 1866.
- Monumento ai caduti vezzesi, presso il piazzale delle scuole elementari.
- Sacrario contenente le spoglie dei caduti della Battaglia di Vezza d'Oglio, presso il cimitero.
- Busto di Giovanni Andrea Gregorini nell'omonima piazza.
- Sala fascista del 1929, presso la chiesa di San Clemente

## Società

### Evoluzione demografica
Abitanti censiti

### Tradizioni e folclore
Gli scütüm sono nei dialetti camuni dei soprannomi o nomiglioli, a volte personali, altre indicanti tratti caratteristici di una comunità. Quello che contraddistingue gli abitanti di Vezza è Campanù.

### Sport
Nel comune sono attive due società sportive dilettantistiche, l'Unione Sportiva Vezza e la Vezza Bike. La squadra maschile di calcio a 11 è attualmente costituita da una unione tra l'U.S. Vezza e due altre società camune, che assieme formano la Nuova Camunia 2015, militante attualmente nella seconda categoria lombarda.
Il 6 febbraio 2016 Vezza d'Oglio ha ospitato i Campionati Mondiali per racchette da neve.
L'8 luglio 2025 Vezza d'Oglio ha ospitato la partenza della terza tappa del Giro d'Italia Women 2025, con arrivo a Trento dopo 122 km.

## Geografia antropica

### Frazioni
Le frazioni di Vezza d'Oglio sono Davena, Grano, Tù.
Altre frazioni, ora disabitate sono Cormignano (a monte della frazione Grano), Pedenole e Vedet collocate tra Tù e il comune confinante Vione.

## Amministrazione

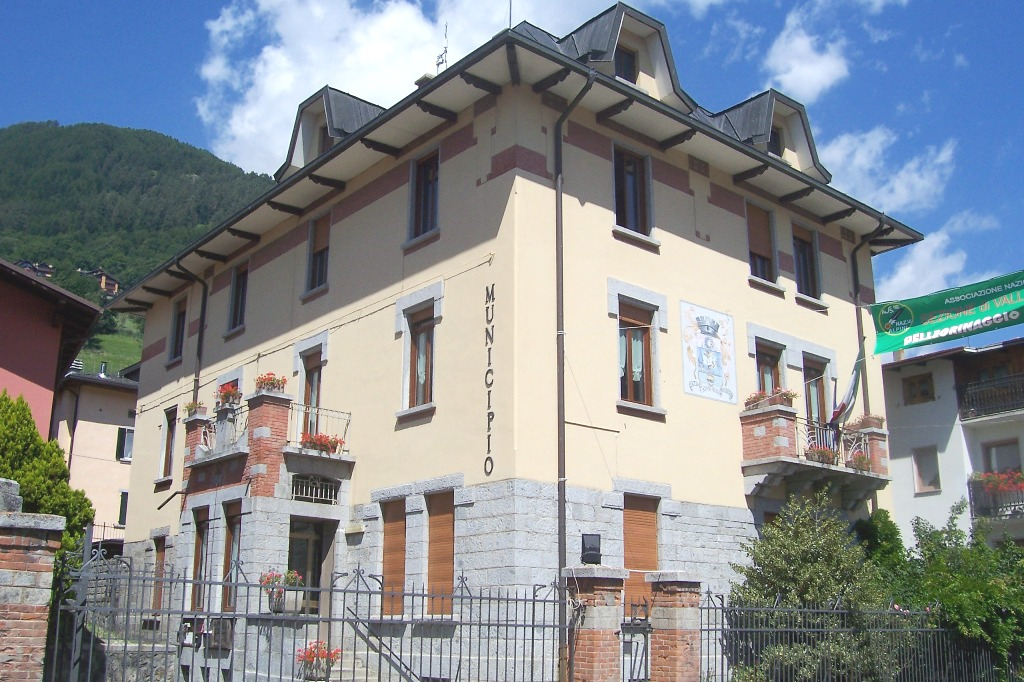
Il municipio di Vezza d'Oglio

| Periodo        | Periodo        | Primo cittadino           | Partito      | Carica  | Note |
| -------------- | -------------- | ------------------------- | ------------ | ------- | ---- |
| 24 aprile 1995 | 14 giugno 2004 | Giuseppe Giacomo Citroni  | lista civica | Sindaco |      |
| 14 giugno 2004 | 26 maggio 2014 | Severino Fausto Bonavetti | lista civica | Sindaco |      |
| 26 maggio 2014 | 27 maggio 2019 | Giovanmaria Giacomo Rizzi | lista civica | Sindaco |      |
| 27 maggio 2019 | 10 giugno 2024 | Diego Martino Occhi       | lista civica | Sindaco |      |
| 10 giugno 2024 | in carica      | Paolo Guerino Gregorini   | lista civica | Sindaco |      |

### Gemellaggi
- Flayosc

### Unione di comuni
Vezza d'Oglio fa parte dell'"Unione Comuni dell'Alta Valle Camonica", assieme ai comuni di Ponte di Legno, Vione, Temù, Incudine e Monno.

L'unione di comuni, che ha sede a Ponte di Legno, è stata creata il 30 ottobre 2000, ed ha una superficie di circa 284,10 km².